# Лейкохлоридий парадоксальный
Лейкохлоридий парадоксальный (лат. Leucochloridium paradoxum) — вид паразитических плоских червей из класса дигенетических сосальщиков (Digenea). Паразитирует в кишечнике некоторых видов воробьиных, используя брюхоногих в качестве промежуточного хозяина. Описан в 1835 году немецким натуралистом Карлом Карусом, давшим ему название из-за необычности цикла развития этого животного.

## Описание
Длина взрослого лейкохлоридия до 2 см, ширина до 1 мм. Взрослая форма обитает в кишечнике некоторых воробьиных птиц, прикрепляясь к телу хозяина ротовой и брюшной присосками. Яйца с помётом птиц попадают на траву, где их должен проглотить промежуточный хозяин паразита — улитка янтарка (Succinea). В теле улитки из яиц развивается личинка — мирацидий. При бесполом размножении образуются сотни церкарий, которые в печени превращаются в спороцисты. Внутри спороцисты возникают мелкие личинки, напоминающие взрослого червя. Спороцисты накапливаются в длинных трубках и образуют мешочки, также называемые трубками спороцист. Одна или несколько трубок спороцисты проходят через всё тело улитки, предпочитая левый «рожок», если он свободен. Когда один из выростов спороцисты попадает в «рожки» улитки, он увеличивается в диаметре и становится ярко-зелёным. На выросте появляются тёмные круги, а на его конце — пятна. В таком виде он хорошо заметен снаружи сквозь кожный покров улитки. На свету паразит совершает частые подёргивания. В темноте он пульсировать перестаёт, но заставляет улитку стремиться к свету, так как снижает у неё восприятие степени освещённости. Благодаря раскраске и движению он становится привлекательным для птиц, клюющих и проглатывающих «гусеницу». Так паразит попадает в основного хозяина. «Рожки» же улитки, оторванные птицей, регенерируют, и туда проникает новый вырост спороцисты.